# Zentralhallen w Szczecinie
Zentralhallen (pol.: „Hale Centralne”) – niezachowana hala widowiskowa w Szczecinie, która mieściła się przy Bismarckstrasse 15 (późniejsza Edmunda Bałuki 14–16).

## Architektura
Murowany budynek miał kształt rotundy, przykryty był wielką kopułą. Centralna arena mogła pomieścić na widowni 2 tys. osób. Ponadto w budynku znajdowały się restauracje, kawiarnie, sale bilardowe, mniejsze sale zgromadzeń oraz stajnie dla zwierząt na parterze. Największa arena mogła być dostosowana do różnych funkcji cyrku, parkietu tanecznego lub areny walk zapaśniczych.

## Historia
Budynek zbudowany został w 1889 roku. Został zniszczony podczas nalotów dywanowych na Szczecin, prawdopodobnie w nocy z 20 na 21 kwietnia 1943 roku. Rozebrano go w latach 50. XX wieku. Na jego miejscu powstał nieistniejący już budynek Szkoły Podstawowej nr 54 im. Janusza Korczaka.